# نيبون كيمبو
نيبون كيمبو. (بالإنجليزية: Nippon Kempo)‏، أحد الفنون القتالية اليابنية، يمارس بالملابس الواقية للوجه مثل التي تستعمل في فن كندو والصدر ويستعمل لليدين القفازات، يسمح فيه الضرب بكل كل أنواعه، والرمي، والقتال الأرضي.
أسسه ميونومي سواياما سنة 1932، كان جيدوكا درسه مع كينوا مابوني الذي أسس مدرسة شيتوريو للكاراتيه، وهناك العديد من المدارس والمجموعات في جمعية نيبون كيمبو التي أخرجها سواياما، ولكل منها قواعدها الخاصة.

## وصلات خارجية
- Nippon Kempo All Japan Championship 2019 على يوتيوب.
- nippon kempo